# Pico do Cruzeiro
O pico do Cruzeiro (S23.638335,W46.431882) é o terceiro ponto mais alto da cidade de São Paulo, na Zona Leste de São Paulo, no distrito de São Rafael. Com 998 metros de altitude, somente o Alto da Vista Alegre e o Pico do Jaraguá, ambos na Zona Norte de São Paulo, o superam em altura. Nas partes mais altas do pico, estão os limites dos municípios de São Paulo e Mauá, na região do ABC Paulista. 
Na região encontram-se nascentes de vários córregos que formam os rios Aricanduva e Tamanduateí, ambos afluentes do rio Tietê.
O entorno do morro é marcado pela presença de favelas e ocupações irregulares, situação ocasionada pelo expressivo incremento nas taxas de expansão demográfica da região verificadas nas últimas décadas e pela presença de uma infra-estrutura carencial.
Do seu topo, podem ser avistados municípios da região do ABC Paulista, como Mauá, Santo André e São Caetano do Sul, grande parte da Zona Leste de São Paulo, e em dias claros, as antenas de torres da avenida Paulista.
Atendendo às reivindicações da população local, em 2004, o Pico São Rafael (Pico do Cruzeiro) foi incluído como ZEPEC (Zona Especial de Preservação Cultural) no Plano Regional Estratégico das subprefeituras. Desta forma, o andamento destes projetos não visa apenas a um incremento no potencial turístico, mas também a uma melhoria na qualidade de vida de moradores das áreas mais extremas da Zona Leste de São Paulo, incluindo-se a possível consolidação de novas práticas políticas ambientais que se fazem urgentes.